# Huete
Huete è un comune spagnolo di 1 862 abitanti situato nella comunità autonoma di Castiglia-La Mancia.
Il comune comprende, oltre al capoluogo omonimo, i seguenti nuclei abitati: Bonilla, Carrascosilla, Caracenilla, La Langa, Saceda del Río, Moncalvillo de Huete, Valdemoro del Rey e Verdelpino de Huete.

## Monumenti e luoghi d'interesse
- Monasterio de Santa María de la Merced
- Museo de Arte Contemporáneo Florencio de la Fuente
- Museo de Arte Sacro
- Monasterio de Jesús y María
- Iglesia Real de San Nicólas de Medina

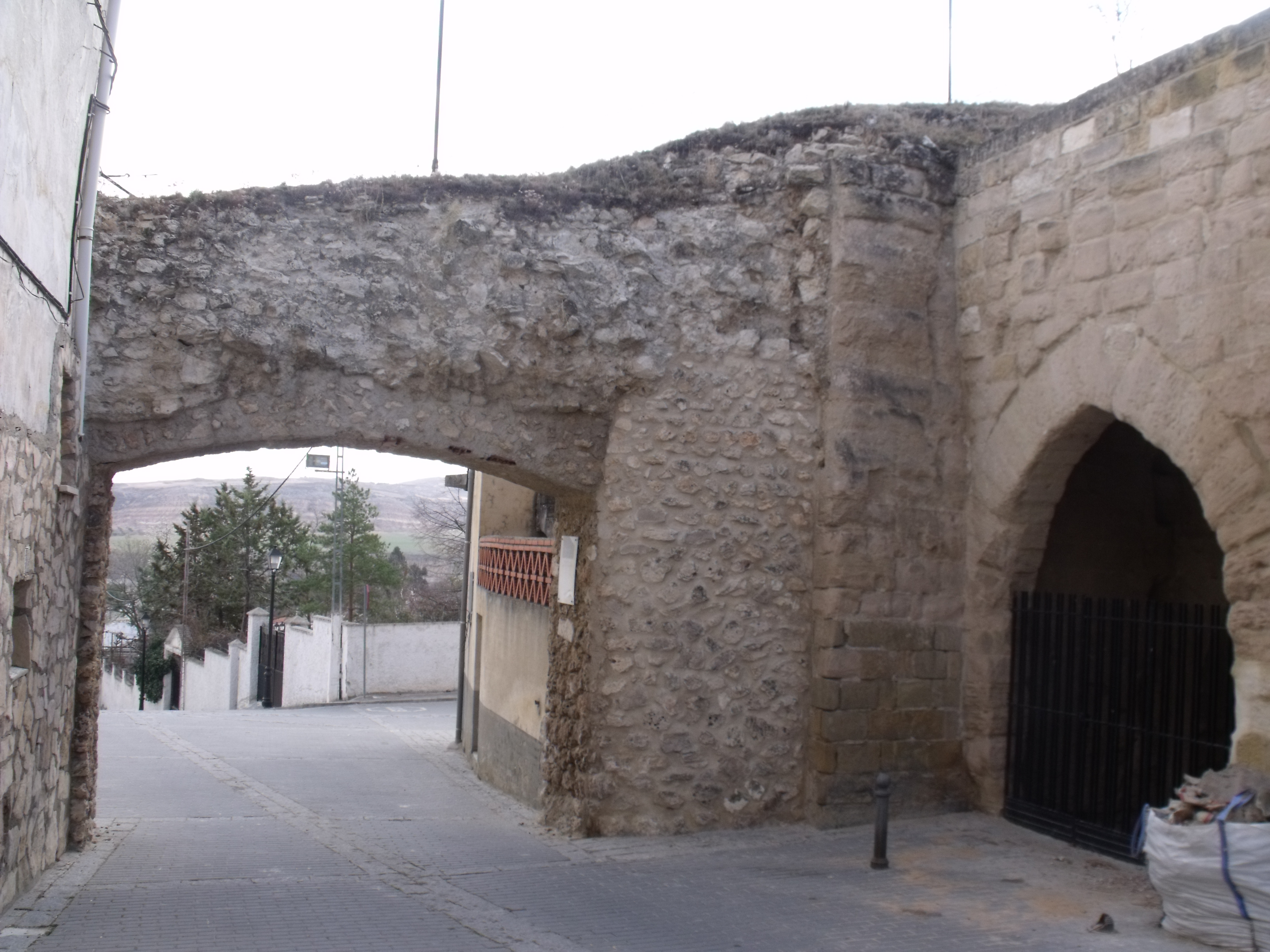
Puerta de Medina

- Puerta de Medina